# Taüll
Taüll är en ort i Spanien.   Den ligger i provinsen Província de Lleida och regionen Katalonien, i den nordöstra delen av landet, 400 km nordost om huvudstaden Madrid. Taüll ligger 1 505 meter över havet och antalet invånare är 262.
Terrängen runt Taüll är bergig åt nordväst, men åt sydost är den kuperad. Taüll ligger nere i en dal. Runt Taüll är det glesbefolkat, med 8 invånare per kvadratkilometer. Närmaste större samhälle är Barruera, 4,2 km väster om Taüll. Trakten runt Taüll består i huvudsak av gräsmarker.